# Scherma ai Giochi della XIX Olimpiade - Sciabola a squadre maschile
La competizione della Sciabola a squadre maschile  di scherma ai Giochi della XIX Olimpiade si tenne nei giorni 24 e 25 ottobre 1968 alla "Sala d’arme Fernando Montes de Oca" di Città del Messico.
Le favorite erano l’Unione Sovietica, campione uscente a Tokyo 1964 e l’Ungheria sempre vincente da Amsterdam 1928 a Roma 1960. I sovietici si sono qualificati alla finale dominando tutti gli incontri. Mentre gli ungheresi caddero in semifinale contro gli italiani con 6 vittorie contro 9. Si ripete la finale di Tokyo 1964 confermando la vittoria dei sovietici, decisa all’ultimo assalto. L’Ungheria si aggiudicò il bronzo sulla Francia.

## Prima fase
4 gruppi. Le prime due qualificate ai quarti di finale.

### Gruppo A
Classifica
| Pos. | Nazione          | Vittorie | VI | SI | Incontri                    | Incontri                 | Incontri           | Incontri |
| Pos. | Nazione          | Vittorie | VI | SI | Unione Sovietica (bandiera) | Gran Bretagna (bandiera) | Messico (bandiera) |          |
| ---- | ---------------- | -------- | -- | -- | --------------------------- | ------------------------ | ------------------ | -------- |
| 1    | Unione Sovietica | 2        | 24 | 2  | X                           | 9-1                      | 15-1               |          |
| 2    | Gran Bretagna    | 1        | 12 | 14 | 1-9                         | X                        | 11-5               |          |
| 3    | Messico          | 0        | 6  | 26 | 1-15                        | 5-11                     | X                  |          |

Incontri
| Atleti (Vittorie individuali)                                                        | Nazione | VT | VT | Nazione | Atleti (Vittorie individuali)                                                             |
| ------------------------------------------------------------------------------------ | ------- | -- | -- | ------- | ----------------------------------------------------------------------------------------- |
| Sandy Leckie (4), Rodney Craig (3) David Acfield (2), Richard Oldcorn (2)            | GBR     | 11 | 5  | MEX     | William Fajardo (2), Gustavo Chapela (2) Héctor Abaunza (1), Vicente Calderón Ramirez (0) |
| Umjar Mavlichanov (4), Ėduard Vinokurov (4) Viktor Sidjak (4), Vladimir Nazlymov (3) | URS     | 15 | 1  | MEX     | Vicente Calderón Ramirez (1), Gustavo Chapela (0) William Fajardo (0), Román Gómez (0)    |
| Ėduard Vinokurov (3), Umjar Mavlichanov (2) Viktor Sidjak (2), Mark Rakita (2)       | URS     | 9  | 1  | GBR     | Rodney Craig (0), David Acfield (0) Sandy Leckie (0), Richard Oldcorn (1)                 |

### Gruppo B
Classifica
| Pos. | Nazione        | Vittorie | VI | SI | Incontri            | Incontri                  | Incontri           | Incontri |
| Pos. | Nazione        | Vittorie | VI | SI | Ungheria (bandiera) | Germania Ovest (bandiera) | Irlanda (bandiera) |          |
| ---- | -------------- | -------- | -- | -- | ------------------- | ------------------------- | ------------------ | -------- |
| 1    | Ungheria       | 2        | 29 | 3  | X                   | 13-3                      | 16-0               |          |
| 2    | Germania Ovest | 1        | 17 | 15 | 3-13                | X                         | 14-2               |          |
| 3    | Irlanda        | 0        | 2  | 30 | 0-16                | 2-14                      | X                  |          |

Incontri
| Atleti (Vittorie individuali)                                               | Nazione | VT | VT | Nazione | Atleti (Vittorie individuali)                                                    |
| --------------------------------------------------------------------------- | ------- | -- | -- | ------- | -------------------------------------------------------------------------------- |
| Percy Borucki (4), Walter Köstner (4) Paul Wischeidt (3), Klaus Allisat (3) | FRG     | 14 | 2  | IRL     | Colm O'Brien (1), Fionbarr Farrell (1) Michael Ryan (0), John Bouchier-Hayes (0) |
| Péter Bakonyi (4), János Kalmár (4) Miklós Meszéna (4), Tamás Kovács (4)    | HUN     | 16 | 0  | IRL     | Michael Ryan (0), John Bouchier-Hayes (0) Colm O'Brien (0), Fionbarr Farrell (0) |
| Tibor Pézsa (3), János Kalmár (4) Miklós Meszéna (3), Tamás Kovács (3)      | HUN     | 13 | 3  | FRG     | Percy Borucki (0), Paul Wischeidt (1) Klaus Allisat (1), Walter Köstner (1)      |

### Gruppo C
Classifica
| Pos. | Nazione     | Vittorie | VI | SI | Incontri          | Incontri               | Incontri             | Incontri |
| Pos. | Nazione     | Vittorie | VI | SI | Italia (bandiera) | Stati Uniti (bandiera) | Argentina (bandiera) |          |
| ---- | ----------- | -------- | -- | -- | ----------------- | ---------------------- | -------------------- | -------- |
| 1    | Italia      | 2        | 24 | 3  | X                 | 9-2                    | 15-1                 |          |
| 2    | Stati Uniti | 1        | 13 | 14 | 2-9               | X                      | 11-5                 |          |
| 3    | Argentina   | 0        | 6  | 26 | 1-15              | 5-11                   | X                    |          |

Incontri
| Atleti (Vittorie individuali)                                                         | Nazione | VT | VT | Nazione | Atleti (Vittorie individuali)                                                       |
| ------------------------------------------------------------------------------------- | ------- | -- | -- | ------- | ----------------------------------------------------------------------------------- |
| Alex Orban (4), Robert Blum (3) Thomas Balla (3), Anthony Keane (1)                   | USA     | 11 | 5  | ARG     | Román Quinos (2), Juan Carlos Frecia (1) Guillermo Saucedo (1), Alberto Lanteri (1) |
| Wladimiro Calarese (4), Cesare Salvadori (4) Rolando Rigoli (4), Pierluigi Chicca (3) | ITA     | 15 | 1  | ARG     | Román Quinos (1), Juan Carlos Frecia (0) Guillermo Saucedo (0), Alberto Lanteri (0) |
| Wladimiro Calarese (2), Cesare Salvadori (1) Michele Maffei (3), Pierluigi Chicca (3) | ITA     | 9  | 2  | USA     | Robert Blum (0), Alex Orban (1) Thomas Balla (1), Alfonso Morales (0)               |

### Gruppo D
Classifica
| Pos. | Nazione | Vittorie | VI | SI | Incontri           | Incontri           | Incontri        | Incontri |
| Pos. | Nazione | Vittorie | VI | SI | Francia (bandiera) | Polonia (bandiera) | Cuba (bandiera) |          |
| ---- | ------- | -------- | -- | -- | ------------------ | ------------------ | --------------- | -------- |
| 1    | Francia | 2        | 22 | 10 | X                  | 9-7                | 13-3            |          |
| 2    | Polonia | 1        | 20 | 12 | 7-9                | X                  | 13-3            |          |
| 3    | Cuba    | 0        | 6  | 26 | 3-13               | 3-13               | X               |          |

Incontri
| Atleti (Vittorie individuali)                                                 | Nazione | VT | VT | Nazione | Atleti (Vittorie individuali)                                                    |
| ----------------------------------------------------------------------------- | ------- | -- | -- | ------- | -------------------------------------------------------------------------------- |
| Serge Panizza (4), Marcel Parent (4) Bernard Vallée (3), Jean Ramez (2)       | FRA     | 13 | 3  | CUB     | Manuel Ortíz (2), José Narciso Díaz (1) Joaquin Tack-Fang (0), Félix Delgado (0) |
| Franciszek Sobczak (4), Józef Nowara (3) Zygmunt Kawecki (3), Emil Ochyra (3) | POL     | 13 | 3  | CUB     | Manuel Ortíz (1), José Narciso Díaz (1) Joaquin Tack-Fang (1), Félix Delgado (0) |
| Marcel Parent (2), Bernard Vallée (3) Jean Ramez (3), Serge Panizza (1)       | FRA     | 9  | 7  | POL     | Józef Nowara (3), Zygmunt Kawecki (2) Franciszek Sobczak (2), Emil Ochyra (0)    |

## Eliminazione diretta
|  | Quarti di finale | Quarti di finale | Quarti di finale |          |                  | Semifinali       | Semifinali | Semifinali |          |                 | Finale          | Finale          | Finale |  |
|  |                  |                  |                  |          |                  |                  |            |            |          |                 |                 |                 |        |  |
|  | Unione Sovietica | Unione Sovietica | 9                |          |                  |                  |            |            |          |                 |                 |                 |        |  |
|  | Unione Sovietica | Unione Sovietica | 9                |          |                  |                  |            |            |          |                 |                 |                 |        |  |
|  | Gran Bretagna    | Gran Bretagna    | 1                |          |                  |                  |            |            |          |                 |                 |                 |        |  |
|  | Gran Bretagna    | Gran Bretagna    | 1                |          | Unione Sovietica | Unione Sovietica | 9          |            |          |                 |                 |                 |        |  |
|  |                  |                  |                  |          | Unione Sovietica | Unione Sovietica | 9          |            |          |                 |                 |                 |        |  |
|  |                  |                  | Francia          | Francia  | 4                |                  |            |            |          |                 |                 |                 |        |  |
|  | Francia          | Francia          | Francia          | Francia  | 4                | 9                |            |            |          |                 |                 |                 |        |  |
|  | Francia          | Francia          |                  |          |                  |                  |            |            |          |                 |                 |                 |        |  |
|  | Polonia          | Polonia          | 2                |          |                  |                  |            |            |          |                 |                 |                 |        |  |
|  | Polonia          | Polonia          | 2                |          | Unione Sovietica | Unione Sovietica | 9          |            |          |                 |                 |                 |        |  |
|  |                  |                  |                  |          |                  |                  |            |            |          |                 |                 |                 |        |  |
|  |                  |                  | Italia           | Italia   | 7                |                  |            |            |          |                 |                 |                 |        |  |
|  | Italia           | Italia           | Italia           | Italia   | 7                | 8                |            |            |          |                 |                 |                 |        |  |
|  | Italia           | Italia           |                  |          |                  | 8                |            |            |          |                 |                 |                 |        |  |
|  | Stati Uniti      | Stati Uniti      | 6                |          |                  |                  |            |            |          |                 |                 |                 |        |  |
|  | Stati Uniti      | Stati Uniti      | 6                |          | Italia           | Italia           | 9          |            |          | Finale 3º posto | Finale 3º posto | Finale 3º posto |        |  |
|  |                  |                  |                  |          | Italia           | Italia           | 9          |            |          |                 |                 |                 |        |  |
|  |                  |                  | Ungheria         | Ungheria | 6                |                  |            |            |          |                 |                 |                 |        |  |
|  | Ungheria         | Ungheria         | Ungheria         | Ungheria | 6                | 9                |            |            | Ungheria | Ungheria        | 9               |                 |        |  |
|  | Ungheria         | Ungheria         |                  |          |                  |                  |            |            | Ungheria | Ungheria        | 9               |                 |        |  |
|  | Germania Ovest   | Germania Ovest   | 4                |          |                  | Francia          | Francia    | 5          |          |                 |                 |                 |        |  |

|  | Semifinali 5º posto | Semifinali 5º posto | Semifinali 5º posto |             |         | Finale 5º posto | Finale 5º posto | Finale 5º posto |  |
|  |                     |                     |                     |             |         |                 |                 |                 |  |
|  | Polonia             | Polonia             | 9                   |             |         |                 |                 |                 |  |
|  | Polonia             | Polonia             | 9                   |             |         |                 |                 |                 |  |
|  | Gran Bretagna       | Gran Bretagna       | 2                   |             |         |                 |                 |                 |  |
|  | Gran Bretagna       | Gran Bretagna       | 2                   |             | Polonia | Polonia         | 9               |                 |  |
|  |                     |                     |                     |             | Polonia | Polonia         | 9               |                 |  |
|  |                     |                     | Stati Uniti         | Stati Uniti | 5       |                 |                 |                 |  |
|  | Stati Uniti         | Stati Uniti         | Stati Uniti         | Stati Uniti | 5       | 9               |                 |                 |  |
|  | Stati Uniti         | Stati Uniti         |                     |             |         |                 |                 |                 |  |
|  | Germania Ovest      | Germania Ovest      | 7                   |             |         |                 |                 |                 |  |

### Quarti di finale
| Atleti (Vittorie individuali)                                                         | Nazione | VT | VT | Nazione | Atleti (Vittorie individuali)                                                 |
| ------------------------------------------------------------------------------------- | ------- | -- | -- | ------- | ----------------------------------------------------------------------------- |
| Ėduard Vinokurov (3), Mark Rakita (2) Vladimir Nazlymov (2), Viktor Sidjak (2)        | URS     | 9  | 1  | GBR     | Sandy Leckie (1), David Acfield (0) Rodney Craig (0), Richard Oldcorn (0)     |
| Marcel Parent (3), Claude Arabo (3) Bernard Vallée (2), Serge Panizza (1)             | FRA     | 9  | 2  | POL     | Jerzy Pawłowski (1), Józef Nowara (1) Zygmunt Kawecki (0), Emil Ochyra (0)    |
| Cesare Salvadori (4), Wladimiro Calarese (2) Michele Maffei (1), Pierluigi Chicca (1) | ITA     | 8  | 6  | USA     | Alex Orban (3), Thomas Balla (1) Alfonso Morales (1), Anthony Keane (1)       |
| Tibor Pézsa (3), Péter Bakonyi (2) Miklós Meszéna (2), János Kalmár (2)               | HUN     | 9  | 4  | FRG     | Walter Köstner (3), Klaus Allisat (1) Paul Wischeidt (0), Volker Duschner (0) |

### Semifinali 5º posto
| Atleti (Vittorie individuali)                                                     | Nazione | VT | VT | Nazione | Atleti (Vittorie individuali)                                                 |
| --------------------------------------------------------------------------------- | ------- | -- | -- | ------- | ----------------------------------------------------------------------------- |
| Jerzy Pawłowski (3), Józef Nowara (3) Zygmunt Kawecki (2), Franciszek Sobczak (1) | POL     | 9  | 2  | GBR     | Rodney Craig (2), David Acfield (0) Sandy Leckie (0), Richard Oldcorn (0)     |
| Alex Orban (3), Alfonso Morales (3) Robert Blum (2), Anthony Keane (1)            | USA     | 9  | 7  | FRG     | Walter Köstner (2), Volker Duschner (2) Klaus Allisat (2), Paul Wischeidt (1) |

### Semifinali 1º posto
| Atleti (Vittorie individuali)                                                         | Nazione | VT | VT | Nazione | Atleti (Vittorie individuali)                                             |
| ------------------------------------------------------------------------------------- | ------- | -- | -- | ------- | ------------------------------------------------------------------------- |
| Mark Rakita (4), Ėduard Vinokurov (2) Vladimir Nazlymov (2), Umjar Mavlichanov (1)    | URS     | 9  | 4  | FRA     | Serge Panizza (2), Claude Arabo (1) Bernard Vallée (1), Marcel Parent (0) |
| Wladimiro Calarese (3), Michele Maffei (2) Pierluigi Chicca (2), Cesare Salvadori (2) | ITA     | 9  | 6  | HUN     | Péter Bakonyi (3), Miklós Meszéna (1) Tamás Kovács (1), Tibor Pézsa (1)   |

### Finale 5º posto
| Atleti (Vittorie individuali)                                                     | Nazione | VT | VT | Nazione | Atleti (Vittorie individuali)                                            |
| --------------------------------------------------------------------------------- | ------- | -- | -- | ------- | ------------------------------------------------------------------------ |
| Jerzy Pawłowski (3), Józef Nowara (3) Franciszek Sobczak (2), Zygmunt Kawecki (1) | POL     | 9  | 5  | USA     | Alex Orban (2), Alfonso Morales (1) Robert Blum (1), Alfonso Morales (1) |

### Finale 3º posto
| Atleti (Vittorie individuali)                                            | Nazione | VT | VT | Nazione | Atleti (Vittorie individuali)                                             |
| ------------------------------------------------------------------------ | ------- | -- | -- | ------- | ------------------------------------------------------------------------- |
| Tamás Kovács (3), János Kalmár (2) Péter Bakonyi (2), Miklós Meszéna (2) | HUN     | 9  | 5  | FRA     | Marcel Parent (2), Claude Arabo (2) Bernard Vallée (1), Serge Panizza (0) |

### Finale 1º posto
| Atleti (Vittorie individuali)                                                  | Nazione | VT | VT | Nazione | Atleti (Vittorie individuali)                                                         |
| ------------------------------------------------------------------------------ | ------- | -- | -- | ------- | ------------------------------------------------------------------------------------- |
| Vladimir Nazlymov (4), Viktor Sidjak (2) Ėduard Vinokurov (2), Mark Rakita (1) | URS     | 9  | 7  | ITA     | Wladimiro Calarese (3), Michele Maffei (2) Cesare Salvadori (2), Pierluigi Chicca (0) |

## Podio
| Oro                                                                                             | Argento                                                                                   | Bronzo                                                                      |
| Unione Sovietica Umjar Mavlichanov Mark Rakita Viktor Sidjak Vladimir Nazlymov Ėduard Vinokurov | Italia Wladimiro Calarese Rolando Rigoli Pierluigi Chicca Michele Maffei Cesare Salvadori | Ungheria Tibor Pézsa Miklós Meszéna János Kalmár Péter Bakonyi Tamás Kovács |